# Gornji Banjevac
Gornji Banjevac är en ort i Bosnien och Hercegovina.   Den ligger i entiteten Federationen Bosnien och Hercegovina, i den centrala delen av landet, 40 km nordväst om huvudstaden Sarajevo. Gornji Banjevac ligger 714 meter över havet och antalet invånare är 179.
Terrängen runt Gornji Banjevac är kuperad.Runt Gornji Banjevac är det ganska tätbefolkat, med 93 invånare per kvadratkilometer.. Närmaste större samhälle är Zenica, 17,7 km väster om Gornji Banjevac. 
Omgivningarna runt Gornji Banjevac är en mosaik av jordbruksmark och naturlig växtlighet.